# Cluses
Cluses este o comună în departamentul Haute-Savoie din sud-estul Franței. În 2009 avea o populație de 17.468 de locuitori.

## Evoluția populației
| An        | 1975   | 1982   | 1990   | 1999   | 2006   | 2009   |
| --------- | ------ | ------ | ------ | ------ | ------ | ------ |
| Populație | 14.826 | 15.469 | 16.358 | 17.711 | 17.835 | 17.468 |